# María Zambrano Alarcón
María Zambrano Alarcón (castellà: María Zambrano)  (Vélez-Màlaga, 22 d'abril de 1904 - Madrid, 6 de febrer de 1991) va ser una intel·lectual, filòsofa i assagista espanyola.
La seva extensa obra, entre el compromís cívic i el pensament poètic, no es va reconèixer a Espanya fins a l'últim quart del segle xx, després d'un llarg exili. Ja anciana, va rebre els dos màxims premis literaris a Espanya: Premi Príncep d'Astúries el 1981, i el Premi Cervantes el 1988.

## Biografia

### Joventut
María Zambrano va néixer a Vélez-Màlaga el 22 d'abril de 1904, filla de Blas Zambrano García de Carabante i Araceli Alarcón Delgado, tots dos mestres, com també ho va ser el seu avi patern, Diego Zambrano. Estant de vacances amb el seu avi matern a Bélmez de la Moraleda (Jaén), Maria va patir el primer avís del que al llarg de la seva vida seria una constant: la seva salut delicada; en aquella primera ocasió se la va arribar a donar per morta després d'un col·lapse de diverses hores i una llarga convalescència.
El 1905 es va traslladar amb la seva família a Madrid i l'any següent es van mudar a Segòvia en aconseguir el seu pare la càtedra de Gramàtica Castellana a l'Escola Normal de Mestres de la ciutat. Allí va passar Maria la seva adolescència i allà, la vigília del seu aniversari, va néixer la seva germana Araceli, segons les seves paraules «l'alegria més gran de la seva vida». El 1913 va començar el batxillerat a l'Institut de Segòvia, on només ella i una altra noia representaven el gènere femení il·lustrant-se.
A Segòvia va iniciar Maria un posterior prohibit primer amor amb el seu cosí carnal Miguel Pizarro entre 1917 i 1921, any en què la família va intervenir i Miguel va ser enviat al Japó, com a professor de castellà a la Universitat d'Osaka. Després d'un primer moment de desolació, la fugida del seu cosí la va portar a viure una nova experiència amorosa, recollida al seu epistolari, amb Gregorio del Campo, de la qual naixeria el «nen», que va morir al cap de poc temps, com es desprèn del epistolari entre tots dos.

### Formació
El 1924 la seva família es va traslladar de nou a Madrid, on es va matricular per lliure (a causa de la seva escassa salut) a la Facultat de Filosofia i Lletres de la Universitat. Entre 1924 i 1926 assisteix a les classes de Manuel García Morente, Julián Besteiro Fernández, Manuel Bartolomé Cossío i Xavier Zubiri a la Universitat Central de Madrid. També coneix José Ortega y Gasset en un tribunal d'exàmens. El 1927 és convidada a la tertúlia de la Revista de Occidente, cercle en què malgrat la seva joventut assumiria un paper de mediadora entre Ortega y Gasset i alguns escriptors joves, com Antonio Sánchez Barbudo i José Antonio Maravall.
A partir de 1928 va començar el seu doctorat i va ingressar a la Federació Universitària Escolar (FUE), on comença a col·laborar a la secció Aire Libre del diari madrileny El Liberal. Participa a la fundació de la Lliga d'Educació Social, de la qual serà vocal. També imparteix classes de filosofia a l'Instituto Escuela que es van veure interrompudes per una nova recaiguda de la salut (en aquesta ocasió el diagnòstic és concret: tuberculosi). Però no va interrompre les seves col·laboracions amb la FUE i molts dels seus escrits.
El 1931 va ser nomenada professora auxiliar de Zubiri a la càtedra d'Història de la Filosofia a la Universitat Central (ja que, fent les substitucions a Zubiri quan està de viatge, ocuparia fins a l'any 1935); en aquesta època va iniciar la seva inconclusa tesi doctoral sobre La salvació de l'individu a Spinoza. Integrada a l'aparell de la coalició republicanosocialista, va assistir a la proclamació de la Segona República Espanyola a la Porta del Sol el 14 d'abril de 1931; no va acceptar, no obstant, l'oferta d'una candidatura a les Corts com a diputada pel PSOE.

#### ElFrente Español
El 7 de març de 1932, la proximitat professional i intensa col·laboració de María amb José Ortega y Gasset la va portar a cometre el que ben aviat descobriria com a pitjor error polític de la seva vida: la signatura del Manifest i creació del Front Espanyol (FE), amb Ortega movent els fils a l'ombra. Aquella plataforma d'un «Partit Nacional» (a la qual intentaria sumar-se José Antonio Primo de Rivera sense aconseguir-ho a causa de l'oposició personal de María), va mostrar molt aviat el seu perfil feixista. Zambrano, fent ús de la seva indiscutida autoritat en el col·lectiu, i «com tenia poder per fer-ho», va dissoldre l'incipient moviment. No va poder evitar, però, que els estatuts d'aquella empresa «orteguiana» i les sigles FE fossin usades per Falange Espanyola.
Desil·lusionada amb la política de partits, amb la destacada excepció de la seva fervent activitat a favor de la República durant la Guerra Civil, d'ara endavant, Zambrano encarrilaria la seva inquietud política a l'àmbit del pensament. És a dir, a partir d'aquest moment no hi participaria més en la política de partits, però no per això abandonaria la motivació d'índole política en sentit ampli que insuflava el pensament. Així doncs, la seva activitat política es cristal·litzaria per una banda com a crítica al racionalisme i els seus excessos i, de l'altra, amb la proposta de una raó alternativa i integradora, la raó poètica.

#### Las Misiones Pedagógicas
Aquell mateix any, i en un context vital molt diferent, va conèixer a través de la seva amiga Maruja Mallo a la tertúlia de Valle Inclán a Rafael Dieste, que en endavant seria un dels seus més grans amics; amb ell i altres joves d'aquest grup (Arturo Serrano Plaja, Luis Cernuda, Antonio Sánchez Barbudo i el que més tard serà el seu marit, Alfonso Rodríguez Aldave) va participar en algunes Missions a Càceres, Osca i Conca, entorns i tasques en què les angoixes personals que l'havien assetjat van ser desplaçades per la realitat d'una «tasca espanyola».
En aquest període, entre 1932 i 1934, María Zambrano va col·laborar amb generositat en els quatre cercles culturals que freqüentava: la Revista de Occidente, la poètica reunió d'estrelles de la generació del 27 reunida a Los Cuatro Vientos, la juvenil Hoja Literaria d'Azcoaga i Plaja i el santuari de José Bergamín Gutiérrez, en les tertúlies del qual coneixerà un atordit Miguel Hernández a qui acollirà en una sintonia de silencis i pesars.
Molts dels integrants d'aquests cercles acabaran lliurant-se al costum d'anar a prendre el te a casa de María a la plaça del Conde de Barajas. La pensadora s'allunya de la caverna filosòfica de la Revista de Occidente i Ortega y Gasset, i guanya un lloc d'excepció entre la intel·lectualitat poètica espanyola. Era l'any 1935, i al començament de curs Maria va iniciar la seva tasca de professora de filosofia a la Residencia de Señoritas i a l'institut Cervantes, on Antonio Machado ocupava la càtedra de francès.

### España nuestro tiempo, nuestro deber: conocerlo, cumplirlo

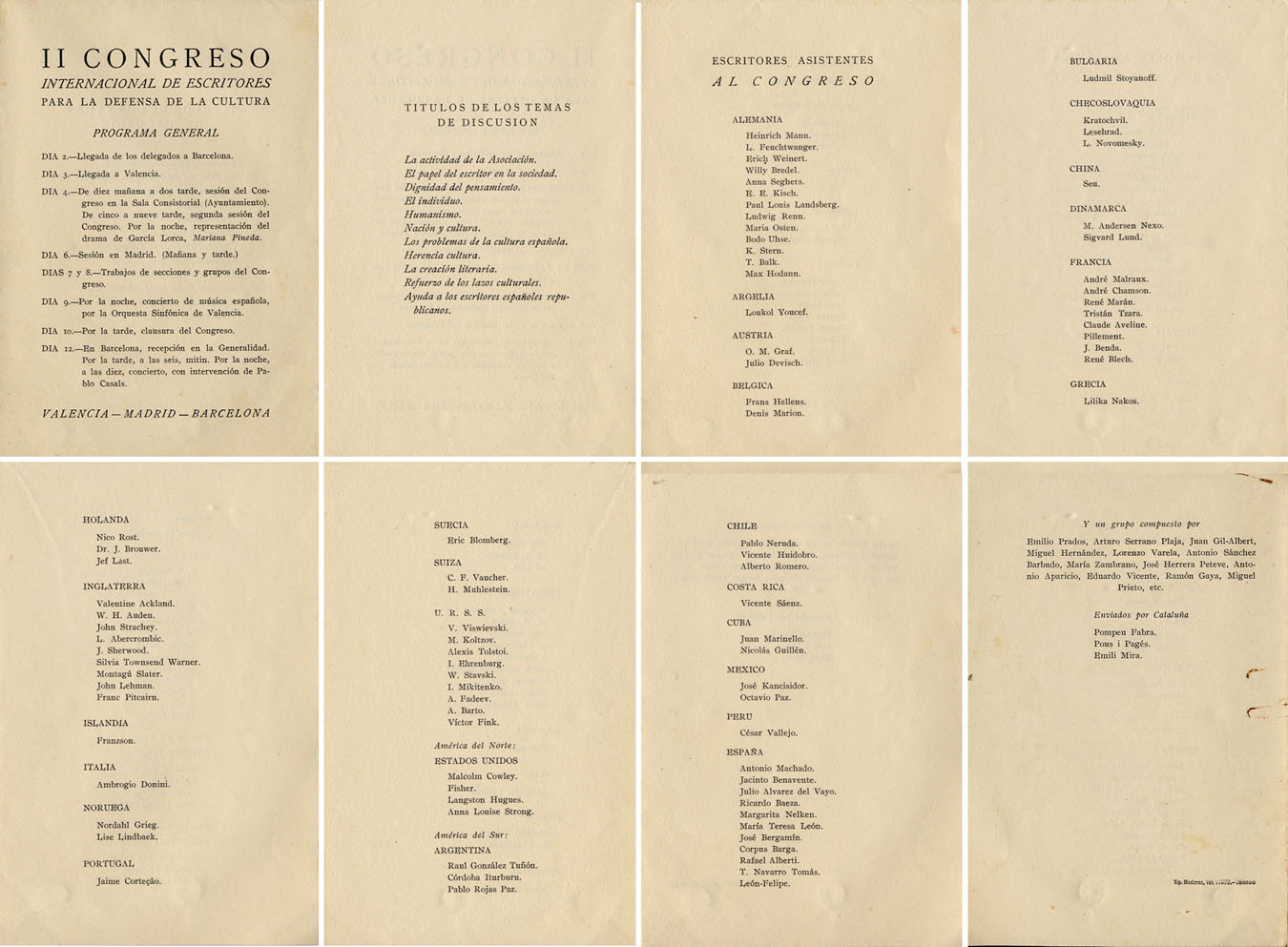
Programa del Segon Congrés Internacional d'Escriptors per a Defensa de la Cultura

El 18 de juliol de 1936, María Zambrano es va sumar al manifest fundacional de l'Asociación de Intelectuales Antifascistas para la Defensa de la Cultura (AIDC), col·laborant en la redacció i marcant el compromís de «la llibertat de l'intel·lectual» amb el «poble posat a peu» per una «raó armada». Com el seu propi pare i com el seu admirat i admirador Antonio Machado, María Zambrano, que mai no va escatimar lucidesa i valentia, es va alinear definitivament en la realitat, un gest humà i personal que ben aviat apareixerà a la seva obra sota l'epígraf de «raó poètica».
El 14 de setembre de 1936, va contreure matrimoni amb l'historiador Alfonso Rodríguez Aldave, nomenat secretari de l'Ambaixada d'Espanya a Xile, país cap al qual van viatjar el mes d'octubre. En aquest viatge van fer escala a La Havana, on María va pronunciar una conferència sobre Ortega y Gasset i va conèixer al que potser serà el seu millor amic José Lezama Lima.
Vuit mesos després, en plena guerra civil espanyola, tornen a Espanya, el mateix dia que cau Bilbao i comença la diàspora intel·lectual espanyola; a la pregunta de per què tornen si la guerra està perduda, respondran: «Per això». El seu marit es va incorporar a l'exèrcit i ella va col·laborar a la defensa de la República des del consell de redacció d'Hora de España. Va participar al Segon Congrés Internacional d'Escriptors per a Defensa de la Cultura (celebrat del 4 al 17 de juliol de 1937 a València), on va conèixer Octavio Paz, Elena Garro, Nicolás Guillén, Alejo Carpentier i Simone Weil (vestida de miliciana). Va ser nomenada Consellera de Propaganda i Consellera Nacional de la Infància Evacuada, i va participar en la reobertura i gestió de la Casa de la Cultura de València.
A l'inici de 1938 es va traslladar amb la seva família a Barcelona, a la universitat de la qual arribaria a impartir un curs. Aquell any, el 29 d'octubre, va morir el seu pare, a qui Antonio Machado dedicaria una esquela de comiat al número xxiii de la revista Hora de España (que aleshores no es va arribar a publicar), inclosa després al seu Mairena pòstum. El 23 de desembre, 25 divisions de l'exèrcit nacional van abordar l'ofensiva de Catalunya. El 25 de gener capitula Barcelona i allò que queda de l'Espanya republicana s'encamina cap a l'exili.

### L'exili

#### Al Carib i Mèxic
El 28 de gener de 1939 María va travessar la frontera francesa en companyia de la seva mare, la seva germana Araceli, el seu marit i altres familiars. A França, Maria es retroba amb el seu marit i després d'una breu estada a París, parteixen per a Mèxic convidats per la Casa d'Espanya, recalant abans a Nova York i La Havana, on va ser convidada com a professora de la Universitat i de l'Institut d'Alts Estudis i Investigacions Científiques. De Cuba va passar a Mèxic, on (després d'una sèrie de maniobres a càrrec d'alguns antics col·legues) va ser nomenada professora a la Universitat Michoacana de San Nicolás de Hidalgo de Morelia (Michoacán), cosa que va suposar per a María un petit exili dins del gran exili i va provocar que abandonés Mèxic, vivint uns anys entre Puerto Rico i Cuba. A Mèxic publicaria els seus llibres Filosofía y poesía i Pensamiento y poesía en la vida española, i entaularia relació amb els mexicans Alfonso Reyes i Daniel Cosío Villegas.
Entre 1940 i 1945 va treballar amb intensitat en seminaris i cicles de conferències o dictant lliçons i cursos en diverses institucions cubanes i porto-riquenyes, com el Departament d'Estudis Hispànics de la Universitat de Puerto Rico, l'Associació de Dones Graduades i l'Ateneu, o l'Assemblea de Professors d'Universitat a l'exili reunida a La Havana. Paral·lelament continua publicant articles i alguns llibres com La Confesión: Género Literario y Método, La agonía de Europa i El pensamiento vivo de Séneca. La Segona Guerra Mundial li impedeix reunir-se amb la seva mare malalta i la seva germana Araceli, vídua i al llindar de la bogeria, que sobreviuen al París ocupat pels nazis.

#### América, La Habana, Roma, París
Alliberada per fi la capital francesa, els lents tràmits del seu visat faran que quan María arribi a París la seva mare ja estigui enterrada, i la seva germana «enterrada en vida», situació que porta la pensadora espanyola a prendre la decisió de no tornar-se separar d'Araceli. Així, el 1947, les germanes Zambrano es van instal·lar en un apartament de la Rue de l'Université, llar eventual a què el març d'aquell any es va incorporar el marit de María. La convivència va resultar insostenible.
El 1948, ja soles i unides fins al final, María i Araceli Zambrano es van traslladar a L'Havana, i d'allà a Mèxic i de nou a La Havana. Però la situació econòmica comença a ser angoixant i decideixen tornar a Europa. La seva condició d'éssers errabunds en un desterrament continu comença a ser gairebé obsessiva. El 1949 les germanes Zambrano van tornar a Europa i va instal·lar-se a Roma fins al juny de 1950, en què el govern italià es nega a prolongar els seus permisos de residència. Marxen a París on María es retroba amb el seu marit, la relació serà breu i finalment Rodríguez Aldave i el seu germà (amb qui ha viscut els tres últims anys, des del 1947), van marxar cap a Mèxic.
Durant aquell període, María Zambrano va fer amistat amb l'intel·lectual francès Albert Camus, que li va donar el seu suport perquè Zambrano pogués publicar una traducció de la seva obra El hombre y lo divino a l'editorial Gallimard; aquest projecte quedaria truncat per la mort accidental de Camus el 1960.
Les germanes Zambrano van romandre a París fins al març de 1953, data en què de nou es van traslladar a L'Havana. Però la inicial eufòria del retrobament del Carib es dissoldrà en la marea de la situació política cubana, les enyorances d'Araceli, la relació amorosa de Maria amb Gustavo Pittaluga Fattorini i els seus fantasmes. El juny del 1953 un vaixell les va tornar a Roma.
Va seguir el més llarg període romà de les Zambrano (1953-1959); en ell va viure María una fecunda amistat amb intel·lectuals italians com les germanes Elena i Silvia Croce, o Elemire Zolla i la seva companya Vittoria Guerrini (àlies «Cristina Campo»), i va recuperar la seva relació amb vells amics com Diego de Mesa (alumne seu al Instituto Escuela), Carmen Lobo, Nieves de Madariaga, Tomàs Segòvia, Jorge Guillén, i el mexicà Sergio Pitol. La seva economia i salut, sempre febles, es van veure confortades per la generositat de Timoty Osborne. Incansable, María continua escrivint. Del seu esforç, entre un conjunt ampli d'articles, assaigs i llibres, i un espectre que s'obre entre la història tràgica, la pintura i la raó poètica, en sortiran peces mestres com España, sueño y verdad i La España de Galdós.
El setembre de 1957, María va rebre la sentència d'un tribunal de Mèxic comunicant-li el seu divorci de Rodríguez Aldave, acusada d'abandonament de la llar i altres càrrecs que no se citen i declarada «incompareixent» (sense haver rebut cap citació). Aquella mateixa tardor va conèixer la poeta i cantant veneçolana Reyna Rivas que amb el seu marit Amando Barrios, es van convertir en amics, mediadors i protectors fins a l'últim moment. La seva casa romana es va fer famosa per les tertúlies, pels seus cants i balls i per la seva població desbordant de gats. L'estiu i la tardor del 1958 es desenvolupen en bona part a Florència, on està contacte amb el pintor Ramón Gaya.
Després d'una temporada de cinc mesos a Trèlex-sur-Nyon (Suïssa) a la casa llogada pel seu cosí Rafael Tomero, les germanes Zambrano (i la seva cort de gats que acompanyaven Araceli allà on es mogués) van tornar a Roma, on a més es els uneix a «Villa Riccio» la seva tia Asunción durant els primers mesos de 1960.
L'abril del 1962, Araceli va viatjar a Mèxic per intentar pactar amb Rodríguez Aldave una pensió per a María amb resultat més que negatiu. Un altre revés va ser l'ordre d'expulsió de la ciutat de Roma, signada per un senador de passat feixista el setembre del 1963. El motiu: els gats. Mitjançant Elena Croce van arribar a intervenir els ministres de Justícia i el de l'Interior, ajornant el procés. El 14 de setembre del 1964, després d'una nova denúncia i la seva posterior inspecció «sanitari-cívica», les Zambrano i tretze gats abandonen Roma camí cap a França amb un avís a la policia gal·la que es tracta de «persones perilloses».

#### «La Pièce»
En contemplar per primera vegada la vella casa de La Pièce, al Jura francès, Maria va dir: «Sembla un convent abandonat, però té gràcia»... Va viure-hi fins al 1977. La solitud de la caseta del bosc es veuria de tant en tant animada per les visites dels amics espanyols i italians i dels cosins. En ella va concloure, va ampliar o va forjar la pensadora espanyola obres com: La tumba de Antígona, El hombre y lo divino i Claros del bosque. És en aquest període quan la seva obra va començar a valorar-se a Espanya després de la publicació a la Revista de Occidente, el febrer de 1966, de l'article de José Luis López Aranguren Los sueños de María Zambrano, al qual van seguir els treballs de José Ángel Valente a al revista Ínsula i de José Luis Abellán. També es publiquen fragments de la seva obra a Papeles de Son Armadans i Caña Gris.
Un projecte de traslladar-se a Nàpols a l'inici de la dècada del 1970 no va prosperar per retards administratius i degut a la desmillorada salut d'Araceli que, finalment, va morir el 20 de febrer de 1972. La mort de la seva germana el va fer abandonar casa seva del bosc, a la qual no tornaria fins a dos anys després. Estades a Roma, viatges turístics per Grècia, tot amb la companyia i la generositat del seu mecenes Timothy Osborne i la seva segona esposa. El 1974 va tornar a La Pièce, on l'assisteixen i acompanyen el seu cosí Mariano i Rafael Tomero, els seus tres gossos i algun gat supervivent.

De 1975 és el poema que Lezama Lima li va dedicar a Fragmentos a su imán, dos anys abans de la mort del cubà, a qui María va batejar amb el títol d'home veritable:
| « | Maria se'ns ha fet tan transparent / que la veiem alhora / a Suïssa, a Roma o a l'Havana... | » |

Però el deteriorament de la salut física és progressiu; el 1978 es va traslladar a Ferney-Voltaire, on romandria dos anys; el 1981 es va mudar a Ginebra i la colònia asturiana en aquesta ciutat suïssa la nomena Filla Adoptiva del Principat d'Astúries, el primer d'una llarga i tardana llista de reconeixements.

### Darrers anys i reconeixements

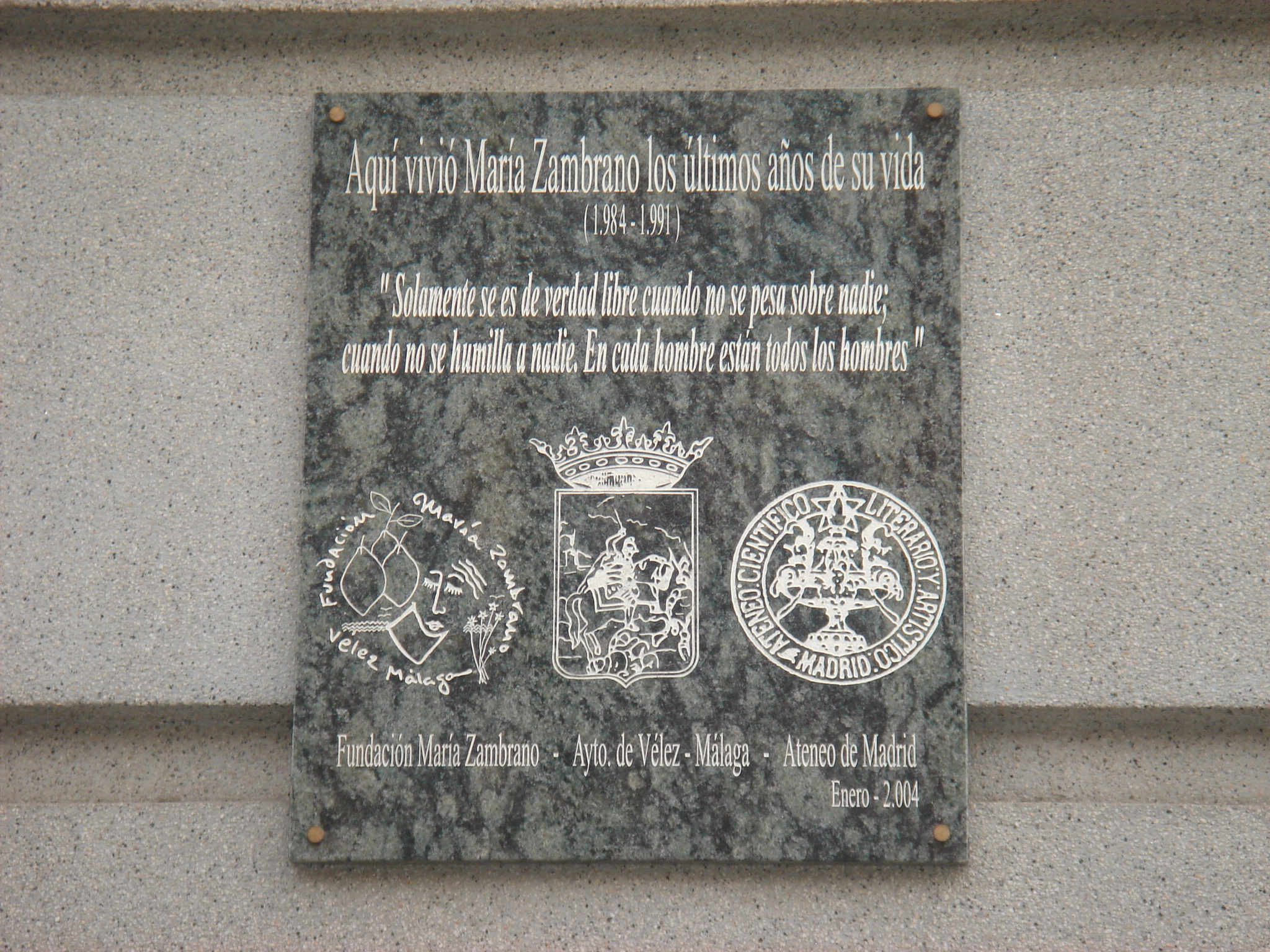
Placa posada el gener del 2004 a l'última casa que María Zambrano va habitar a Madrid, entre el 1984 i el 1991. S'hi pot llegir una cita de la pensadora espanyola: «Només s'és de debò lliure quan no es pesa sobre ningú; quan no s'humilia ningú. A cada home hi ha tots els homes».

El 1981 va ser recompensada amb el Premi Príncep d'Astúries de Comunicació i Humanitats, a la seva primera edició. Alhora, l'ajuntament de Vélez-Màlaga, la seva ciutat natal, la va nomenar Filla Predilecta. L'any següent, el 19 de desembre, la Junta de Govern de la Universitat de Màlaga va acordar el seu nomenament com a Doctora honoris causa.
Després d'una recaiguda en la seva salut i que els metges la declaressin desnonada, la ja anciana però encara lúcida pensadora es va recuperar i el 20 de novembre de 1984, María Zambrano va tornar per fi a Espanya després de gairebé mig segle d'exili. Es va instal·lar a Madrid, ciutat de la qual ja sortiria en poques ocasions. En aquesta darrera etapa l'activitat intel·lectual va ser incansable. Van continuar també els reconeixements oficials: Filla Predilecta d'Andalusia el 1985, i el 1987, es constitueix a Vélez-Màlaga la fundació que porta el seu nom. Finalment, el 1988 se li va concedir el Premi Cervantes.
Va morir a Madrid el 6 de febrer de 1991, i va ser enterrada entre un taronger i un llimoner al cementiri de Vélez-Màlaga, on després es van traslladar també les restes mortals de les seves «dues Aracelis», la seva mare i la seva germana. A la làpida es pot llegir com a epitafi, el vers del Càntic dels Càntics, «Surge amica mea et veni».
Va continuar rebent reconeixements a títol pòstum, molts d'ells reivindicacions autonòmiques: Filla Predilecta de la Província de Màlaga el 2002. El 27 de novembre del 2006 el Ministeri de Foment va batejar amb el seu nom l'estació central de ferrocarril de Màlaga. El 2008 es va botar el vaixell remolcador de salvament marítim, María Zambrano (BS-22). També porta el nom la biblioteca central de Filologia i Dret de la Universitat Complutense de Madrid, de la qual és alma máter. El 28 d'abril de 2017, el Ple de l'Ajuntament de Segòvia va aprovar per unanimitat la concessió del títol de Filla Adoptiva i Predilecta de Segòvia. El campus universitari de la ciutat també porta el seu nom.

## Filosofia
Per a Maria Zambrano, la filosofia comença amb allò diví, amb l'explicació de les coses quotidianes amb els déus. Fins que algú es pregunta Què són les coses? aleshores es crea l'actitud filosòfica. Per a Zambrano hi ha dues actituds: l'actitud filosòfica, que es crea en l'home quan es pregunta alguna cosa, per la ignorància, i l'actitud poètica, que és la resposta, la calma i on un cop desxifrada trobem el sentit a tot. Una actitud filosòfica comunicada amb un llenguatge molt peculiar i una exposició creativa de la seva manera de pensar, que en determinen l'estil literari, i que, en definitiva, constituirien la base del que ella mateixa anomenarà el seu «mètode».

### La qüestió i el seumètode
L'estableix sota dues grans qüestions: la creació de la persona i la raó poètica.
La primera presentaria l'estat de la qüestió: l'ésser de l'ésser humà com a problema fonamental per a l'ésser humà. I es constitueix com a problema per a l'ésser humà allò que l'ésser humà sigui, perquè es presenta el seu ésser en principi com a anhel, nostàlgia, esperança i tragèdia. Si la satisfacció fos el seu lot, certament no es proposaria el seu propi ésser com a problema.
El tema de la raó poètica, sense haver-se exposat especial i sistemàticament en cap de les seves obres, subjau no obstant en totes elles fins al punt de constituir un dels nuclis fonamentals del seu pensament. La raó poètica es construeix com el mètode adequat per a la consecució de la finalitat proposada: la creació de la persona.
Ambdós temes abordats amb amplitud, aglutinen com a adjacents totes les altres qüestions tractades. Així, la creació de la persona es relaciona estretament amb el tema del diví, amb el de la història i amb els somnis, i la raó poètica amb la relació entre filosofia i poesia o amb la insuficiència del racionalisme.

### La política
Tota l'obra de Maria Zambrano està vertebrada per un esperit polític que es manifesta de manera molt diversa al llarg del pensament. La seva actuació política és més directa durant els anys que precediren l'establiment de la Segona República i, per descomptat, durant la Guerra Civil. Tot i això, bé és cert que Zambrano es va negar a participar en la política de partits, per la qual cosa va rebutjar el lloc de diputada per a les Corts de la República que li va oferir Jiménez d'Asua, optant en canvi per la seva vocació filosòfica. Tot i això, no es pot dir que Zambrano va abandonar la política per la filosofia, sinó més aviat que va triar fer política des de l'arrel mateixa del pensament, ja que, segons explica en el seu primer llibre, Horizonte del liberalismo (1930), «es fa política sempre que es pensa dirigir la vida» i això és precisament el que ella aspirava a aconseguir a través de l'exercici de la seva raó poètica i la seva crítica a tot moviment d'índole feixista o autoritària, així com també amb la seva profunda crítica de la raó discursiva i del racionalisme.

### La fenomenologia de lo diví
En el seu pròleg a l'edició de 1973 d'El hombre y lo divino, Zambrano comentava que «l'home i allò diví» podria molt bé ser el títol que li convingués millor a la totalitat de la seva producció. I en efecte, la relació de l'home amb «allò diví», amb l'arrel fosca del «sagrat» fora i dins seu, d'aquell «ésser» que ha de donar-se a llum, a la visió, és una constant en tota la seva obra. Fenomenologia d'allò diví, fenomenologia de la persona o fenomenologia del somni, sempre es tracta d'una indagació que apunta a la revelació del que apareix, el phainomenon que en el seu aparèixer constitueix allò que l'ésser humà és. Recerca essencial, per tant, cerca de l'essència sagrada, inasible, del que és humà que no obstant es mostra de múltiples maneres, sota aspectes que hem anomenat «els déus», «el temps» o «la història», per exemple.
Des de l'albor de la història, quan l'home es veia immers en un univers sagrat, fins al moment de la consciència que la història és assumida amb responsabilitat per l'individu en trànsit de convertir-se en persona, ha tingut lloc un llarg procés durant el qual aquest individu ha anat ordenant la realitat, anomenant-la, alhora que assumia el repte de la pregunta en els moments tràgics, els moments en què els déus ja no eren la resposta adequada. Aquest llarg procés és descrit per Zambrano com a pas d'una actitud poètica a l'actitud filosòfica. La poesia, pensa Zambrano, és resposta, la filosofia, en canvi, és una pregunta. La pregunta prové del caos, del buit, de la desesperança fins i tot, quan la resposta anterior, si n'hi havia, ja no satisfà. La resposta ve a ordenar el caos, fa el món transitable, fins i tot amable, més segur.
Tractar amb la realitat poèticament, pensa Zambrano, és fer-ho en forma de deliri, i «al principi era el deliri», i això vol dir que l'home se sentia mirat sense veure. La realitat es presenta completament oculta en si mateixa, i l'home que té la capacitat de mirar al seu voltant (encara que no a si mateix), suposa que, com ell, allò que l'envolta també sap mirar, i se'l mira. La realitat és llavors «plena de déus», és sagrada, i pot posseir-lo. Darrere del numen hi ha alguna cosa o algú que el pot posseir. El temor i l'esperança són els dos estats propis del deliri, conseqüència de la persecució i de la gràcia d'aquella «alguna cosa» o «algú» que mira sense ser vist.
Els déus mítics es presenten com a resposta inicial; l'aparició d'aquests déus és una primera configuració ordenada de la realitat. Anomenar els déus vol dir sortir de l'estat tràgic on estava sumit l'indigent perquè en anomenar-los se'ls pot invocar, guanyar la seva gràcia i apaivagar la por.
Els déus, doncs, són revelats per la poesia, però la poesia és insuficient i arriba un moment en què la multiplicitat dels déus desperta als grecs l'anhel d'unitat. L'ésser com a identitat apareixia a Grècia com la primera pregunta que, tot i no ser del tot filosofia, arrencava l'home del seu estat inicial perquè assenyalava l'aparició de la consciència. La primera pregunta és la pregunta ontològica: «Què són les coses?». Nascuda, segons Ortega y Gasset, del buit de ser dels déus grecs, aquesta pregunta donaria naixement a la filosofia com a saber tràgic. Tota pregunta essencial és, per a Zambrano, un acte tràgic perquè sempre prové d'un estat d'indigència. Es pregunta per què no se sap, per què s'ignora alguna cosa, per què alguna cosa falta; la ignorància és la manca d'alguna cosa: de coneixement o de ser. Aquests actes tràgics es repeteixen cíclicament perquè també és cíclica la destrucció dels universos mítics. Els déus apareixen per una acció «sagrada», però també hi ha un procés sagrat de destrucció del que és diví. La mort dels déus restaura l'univers sagrat del principi i també la por. Cada cop que un déu mor, per a l'home, succeeix un moment de tràgic buit.
Durant el temps que hi ha entre l'adveniment dels primers déus i l'assentament del déu cristià, havia succeït, alhora que una interiorització del diví, el descobriment de la individualitat. El naixement de la filosofia havia donat lloc a la descoberta de la consciència, i amb ella, a la solitud de l'individu. Allò diví havia pres l'aspecte de l'extrema extrapolació dels principis racionals. Per això, el déu que va matar Nietzsche era el déu de la filosofia, aquell creat per la raó. Nietzsche va decidir, segons Zambrano, tornar a l'origen, furgar a la naturalesa humana a la recerca de les condicions del diví. Amb Nietzsche es va forjar la llibertat tràgica segons Zambrano, exultant segons el mateix Nietzsche i amb ella la recuperació, en allò diví, de tot allò que, definit per la filosofia, havia quedat ocult. D'aquesta manera, Nietzsche va destruir els límits que havia establert l'home per a l'home; va recuperar totes les seves dimensions, i per descomptat «els ínfers», els inferns de l'ànima: les seves passions. I als inferns: la foscor, el no-res, allò oposat en ser i l'angoixa. El no-res va pujar llavors des dels inferns del cos i va penetrar per primera vegada en la consciència ocupant allí els llocs de l'ésser.
No obstant el no-res, amenaçador per a l'ésser quan aquest pretén consagrar-se, és també possibilitat, doncs quan una absència es fa notar i això ens recorda a Sartre es pateix: el no-res patit com a absència és res d'alguna cosa, per la qual cosa també és possibilitat de quelcom. El no-res de ser apunta en ser com al contrari. Però, a quina mena de ser? El dels grecs s'havia transformat d'ontològic en teístic-racional, i aquest s'havia negat als abismes existencials. No era doncs recuperable aquell concepte. Però sí que ho era l'«origen». I en «ser» com a «origen», a aquest res del començament, a aquest lloc sense espai i sense temps on «res no es diferenciava», a allò sagrat pur, és a allò que Zambrano va pretendre tornar o arribar. Això sagrat, no és més que la pura possibilitat de ser. A partir d'aquesta «res» l'home no hauria de prendre la responsabilitat de crear el seu ésser, un ésser no ja conceptual sinó històric; crear-se a si mateix a partir del no-res, sota la seva pròpia responsabilitat amb prou feines nascuda, amb la llibertat que el sorgiment i l'acceptació de la consciència li proporciona. A partir d'aquí es pot iniciar el llarg procés de creació de la persona.

### Racionalisme i història
El racionalisme és expressió de la voluntat de ser. No vol descobrir l'estructura de la realitat sinó que assenta el poder des d'una pressuposició: la realitat ha de ser transparent a la raó, ha de ser una i intel·ligible. El racionalisme, com tot absolutisme, d'alguna manera mata la història, l'atura perquè realitza l'abstracció del temps. Situat entre veritats definitives, l'home deixa de sentir el pas del temps i la seva destrucció constant, deixa de sentir el temps com a oposició, com a resistència, deixa de saber-se en lluita perpètua contra el temps, contra el no-res que advé al seu pas. Si tota història és construcció, arquitectura, el somni de la raó, de l'absolutisme i les religions monoteistes és construir per sobre del temps. La consciència, en aquesta atemporalitat artificial del que és etern veritable, no pot despertar, ja que la consciència sorgeix alhora que la voluntat personal i aquesta es creix amb la resistència.
El problema que preocupa Zambrano és «humanitzar la història i fins i tot la vida personal; aconseguir que la raó es converteixi en instrument adequat per al coneixement de la realitat, sobretot d'aquesta realitat immediata que per a l'home és ell mateix». Humanitzar la història: assumir la pròpia llibertat, i això mitjançant el despertar de la consciència personal, la qual haurà d'assumir el temps, i encara més: els diferents temps de la persona.

### La creació de la persona
Els mateixos paràmetres amb què defineix Zambrano la història social, és aplicat per ella a la història personal, i no ha d'estranyar, ja que la història, la de tots, la fan individus que projecten en l'àmbit social els seus temors, les seves angoixes, les seves ànsies, els seus abusos, la seva ignorància, els seus anhels. Les deformacions socials són la institucionalització de les deformacions personals, i les constitucions, el preu que cadascú paga per atenuar consensualment la seva pròpia angoixa vital. Així, doncs, l'endevinament dels uns, l'alienació dels altres (idolatria i sacrifici), la instrumentalització de la raó i l'estructura temporal són pautes correctament aplicables a la Història de tots, la que es construeix en comunitat i a aquesta altra història que és el argument de cada ésser humà, patida a la Història i sota ella.
L'home com a ésser que pateix la seva transcendència
L'home no és només un ésser històric, aquell el temps del qual sigui el successiu, temps de la consciència aplicat a la realitat com a successió d'esdeveniments. L'home és abans que res aquell ésser destinat a transcendir, a transcendir-se a si mateix patint aquesta transcendència, un ésser, l'home, en perpetu trànsit que no és només un passar sinó un passar més enllà de si: d'aquells personatges que el subjecte va somiant respecte a si mateix. Que l'home sigui un ésser transcendent vol dir que no s'ha acabat de fer, que s'ha d'anar creant a mesura que va vivint. I si néixer és sortir d'un somni inicial, viure serà anar sortint d'altres somnis, successius aquests, mitjançant successius despertars.
La fenomenologia del temps
L'estructura de la persona s'elabora, com la història, sobre una altra estructura: la temporal. Però encara que la història es conformi d'acord amb múltiples temps, aquests s'inclouen sempre dins el temps pròpiament històric: el successiu; la multiplicitat temporal significa tan sols la multiplicitat de ritmes, el «tempo» de les connexions entre el succés, la memòria i la projecció. Els temps del subjecte suposen una mica més. Esquemàticament, es poden distingir:
- Temps successiu o temps de la consciència i de la llibertat, mesurable en les tres dimensions (passat-present-futur);
- Temps de la psique o atemporalitat inicial, temps dels somnis, on el pensament no hi té cabuda, ni tampoc la llibertat. En aquesta atemporalitat el subjecte no decideix, no mou sinó que és mogut per les circumstàncies;
- Temps de creació o estats de lucidesa, un altre tipus d'atemporalitat, però a diferència de l'anterior creadora. El subjecte no es troba sota el temps, com a l'atemporalitat de la psique, sinó sobre el temps. Aquesta atemporalitat pot donar origen per una banda als descobriments de l'art o del pensament, i de l'altra, al descobriment personal o allò que Zambrano entén per «creació de la persona». Aquests instants de lucidesa en què el temps de la consciència se suspèn són aquells en què es produeixen els «despertars».

La forma somni
La fenomenologia de la forma somni secunda l'estudi dels temps partint de la consideració que a la vida humana es donen diversos graus de consciència, i sobretot, diverses maneres d'estar-hi la consciència adormida o subjugada. Va veure Maria Zambrano la necessitat de procedir a un examen dels somnis, no tant en el seu contingut (d'això ja se n'havia encarregat la psicoanàlisi) com en la seva forma, és a dir, en la manera que tenen aquests estats de presentar-se. Va distingir així entre dues formes de somnis:
- Somnis de la psique, que corresponen a l'atemporalitat de la psique, i entre ells principalment els somnis d'orexi o de desig i els somnis d'obstacle.
- Somnis de la persona, també anomenats somnis de despertar o somnis de finalitat, que són els que procuren a la persona la visió necessària per al seu compliment. Quan sorgeixen durant la vigília, són anomenats somnis reals, i han de ser desxifrats a manera d'enigma.

La qüestió ètica: l'acció essencial
Els somnis de la persona exigeixen, per part d'ella, una acció, i l'única acció possible, sota el somni, és despertar. L'acció és diferent per complet de l'activitat perquè es tracta d'un fer lliure que correspon a la persona mentre que l'activitat és el moviment del personatge, aquest continu activar-se que també és propi de la ment quan actua sense control. Es tracta de la mateixa distinció que Zambrano fa entre transitar i transcendir: el moviment del personatge és un trànsit; el de la persona és transcendència, un anar més enllà de si creant-se a si mateixa. L'acció de la persona és sempre acció essencial: està encaminada al compliment de la seva finalitat-destinació, cosa que equival a dir que, en la seva acció, la persona es compleix com a tal.
L'acció prové sempre d'un subjecte, però d'un subjecte que és, sobretot, voluntat, ja que hi ha una altra part del subjecte, el Jo, a qui se li atribueix pròpiament la consciència. Aquesta diferència és important a l'hora d'entendre que la consciència sovint s'oposa a qualsevol mena de despertar. El Jo, sabent-se vulnerable, actua com si fos un sobirà implacable, defensant el seu regne el de la raó, el de les lleis i els hàbits erigint muralles que l'aïllin de l'espai exterior extraconscient. Al sobirà Jo li aterreix la idea de veure trontollar el bé establert; tem més que res saber que el seu regne, establert en un espai i un temps conegut i que posseeix, és com un vaixell que navega sobre el mar de l'atemporalitat. Però Zambrano adverteix: «si una tal vigília es complís a la perfecció, el subjecte sobirà passaria la seva vida en estat de somni». Afortunadament no és així; el sobirà és vulnerable, i a les muralles es poden obrir bretxes que deixin passar una mica de l'atemporalitat exterior, alguna cosa encara per interpretar, alguna cosa amb què tornar a construir la realitat, una altra realitat, alguna cosa, sobretot, que modificarà la persona posat que qualsevol acció comprensiva va complint-hi el seu destí, que no és cap altre que, com pensava Martin Heidegger, «ser comprensivament».

### Raó poètica
María Zambrano proposa la raó poètica, diferent de la raó vital i històrica d'Ortega y Gasset i de la raó pura de Kant. La raó de Zambrano és una raó que tracta de penetrar en els ínfers de l'ànima per descobrir allò sagrat, que es revela poèticament. La raó poètica neix com un nou mètode idoni per a la consecució de la finalitat proposada: la creació de la persona individual.
Per a Zambrano, l'home, el Jo, està dotat d'una substància al seu interior, l'ésser, aquest ésser és els seus sentiments, les seves idees més profundes; el més sagrat del Jo i una consciència. A través d'aquestes substàncies ha de buscar la seva unitat com a persona. L'ésser és innat, prové des del primer dia que existim, encara sense ser-ne conscient; la consciència es va creant a poc a poc quan ens sorgeixen dubtes.
L'ésser està codificat per la paraula poètica, aquesta paraula deu ser descodificada per la consciència, i aquesta alhora l'aconsegueix descodificar pel pensament poètic. Aquesta paraula poètica descodificada arriba a la consciència de l'home i la converteix en paraula verbal, que és la paraula amb què l'home és capaç de comunicar. Com que és capaç de comunicar el seu ésser, l'home ja s'ha creat com a unitat, ja que és capaç d'unir la seva Consciència, amb el seu Ésser.
Si posem d'exemple un nen petit, el nen vol, estima, sent dolor, però no n'és conscient (perquè té l'ésser, però encara no ha desenvolupat la consciència) fins que a poc a poc, se'n va adonant de què és cada cosa i aconsegueix desxifrar-la (quan se li desenvolupa la consciència i aconsegueix descodificar-ne l'ésser).

#### Elmètode. La raó poètica
Un mètode és un camí, una via per la qual es comença a caminar. El que és curiós aquí és que el descobriment d'aquest camí no és diferent de la pròpia acció que ha de portar al compliment de qui la fa. El que és propi de l'home és obrir camí, diu Zambrano, perquè en fer-ho posa en exercici el seu ésser; el mateix home és camí.
L'acció ètica per excel·lència és obrir camí, i això significa proporcionar una manera de visibilitat, ja que allò que és pròpiament humà no és tant veure com donar a veure, establir el marc a través del qual la visió (una certa visió) sigui possible. Acció ètica, al mateix temps que coneixement, ja que en traçar el marc s'obre un horitzó, i l'horitzó, quan s'esvaeix, procura un espai per a la visibilitat.
Es pot dir que el pensament de María Zambrano és una «filosofia oriental» en el sentit en què utilitzaven el terme els místics perses: com un tipus de coneixement que s'origina a l'orient de la Intel·ligència, allà on el Sol o la llum s'aixeca. Una filosofia, per tant, que tracta de la visió interior, una filosofia de la llum d'aurora. I la llum intel·ligible és, clarament a Zambrano, l'albor de la consciència, que no sempre ha de ser la de la raó, o no només, o no del tot, ja que la raó haurà de ser assistida pel cor perquè sigui present la persona tota sencera. La visió depèn, efectivament de la presència, i qui hi ha de ser present és el subjecte, consciència i voluntat units.
La raó poètica, el mètode, s'inicia com a coneixement auroral: visió poètica, atenció disposada a la recepció, a la visió develadora. L'atenció, la vigilant atenció ja no rebutja allò que ve de l'espai exterior, sinó que roman oberta, simplement disposada. En estat naixent, la raó poètica és aurora, devel·lació de les formes abans de la paraula. Després, la raó actuarà revelant; la paraula s'aplicarà en el traç dels símbols i més enllà, on el símbol perd la consistència mundana mantenint tan sols el caràcter d'enllaç. Aleshores és quan la raó poètica es donarà plenament, com a acció metafòrica, essencialment creadora de realitats i sobretot de la realitat primera: la de la pròpia persona que actua transcendint-se, perdent-se a si mateixa i guanyant l'ésser en la devolució dels seus personatges.
Raó, però raó sintètica que no s'immobilitza en anàlisis i deduccions arborescents; raó que adquireix el pes, la mesura i la justificació (la justícia: l'equilibri) en la seva activitat, seguint el ritme del batec, la pròpia pulsió interior. Aquest tipus de raó, a la qual Zambrano no ha dubtat a anomenar «mètode» no aspira a establir cap sistema tancat. Aspira (aspiració que prové de l'ànima o alè de vida) a obrir un lloc que s'eixampli com una clariana al mig del bosc, aquest bosc en què consisteix l'esperit-cos d'aquell que es compleix en/amb el mètode.
La raó poètica, essencialment metafòrica, s'acosta gairebé sense forçar el pas, al lloc on la visió no està informada encara per conceptes o per judicis. Rítmicament, l'acció metafòrica traça una xarxa comprensiva que serà l'àmbit on la raó construeixi poèticament. Aleshores la realitat haurà de presentar-se reticularment, ja que aquest és l'únic ordre possible per a una raó que pretén la màxima amplitud i la mínima violència.

### Veritat, realitat i llenguatge
La idea de coneixement poètic o de raó poètica comporta una determinada manera de concebre la veritat, la realitat i el llenguatge. Són diverses les perspectives que s'han plantejat sobre aquests conceptes.
La realitat que es presenta en coneixement poètic és aquell fons en què resideix allò enigmàtic, allò misteriós, allò sagrat. «La realitat», com ha escrit Maria Zambrano, «es presenta a l'home que no ha dubtat […] és una cosa anterior a les coses, és una irradiació de la vida que emana d'un fons de misteri; és la realitat oculta, amagada; corresponent en suma al que avui anomenem sagrat» (El hombre y lo divino).
La paraula realitat, en el context del coneixement poètic, apunta a tot allò que l'ésser humà experimenta poèticament com a fonamental (la vida, l'ésser), i per això Zambrano va a metàfores com l'arrel, el cor, etc.
El pensament de María Zambrano és veritablement pensament filosòfic, metafísic, però en la mesura que se situa a la frontera del que és accessible a la raó discursiva, és un pensament que s'acosta a la mística.
Ara bé, la realitat només és accessible en l'actitud no violenta, sinó «pietosa» i receptiva del qui sap esperar, escoltar i acollir. Per això la veritat s'entendrà com un do que es rep «passivament», i fonamentalment com a revelació.
Aquesta veritat no es revela ni manifesta en qualsevol forma de llenguatge, sinó en la paraula poètica. Aquesta no és la paraula que serveix com a instrument de domini, que anomena i defineix les coses per dominar-les i apoderar-se'n. Tampoc no es considera instrument de comunicació.
A la paraula autèntica, més que comunicació, hi ha «comunió» entre els qui l'escolten i entenen. A Claros del bosque (la seva obra més important, potser, la més suggestiva de totes), aquesta filòsofa assenyala que «la paraula no destinada al consum és la que ens constitueix: la paraula que no parlem, la que parla en nosaltres i nosaltres, de vegades, traslladem a dir».
Totes aquestes reflexions de María Zambrano apunten a instaurar un pensament poètic, un pensament capaç de superar l'abisme entre filosofia i poesia (aquesta és la gran preocupació de Zambrano). Justament aquest intent fa que en el seu discurs semblin confondre's dos nivells diferents:
- El nivell de la reflexió filosòfica sobre la insuficiència del racionalisme: és un discurs filosòfic.
- El nivell de «traslladar en dir»: és filosòfic i de caràcter místicopoètic. Aquesta dualitat de plans és potser el que fa més interessant la lectura de la seva obra Claros del bosque.

## Obra
- Horizonte del liberalismo (1930)
- Hacia un saber del alma (1934)
- Filosofía y poesía (1939)

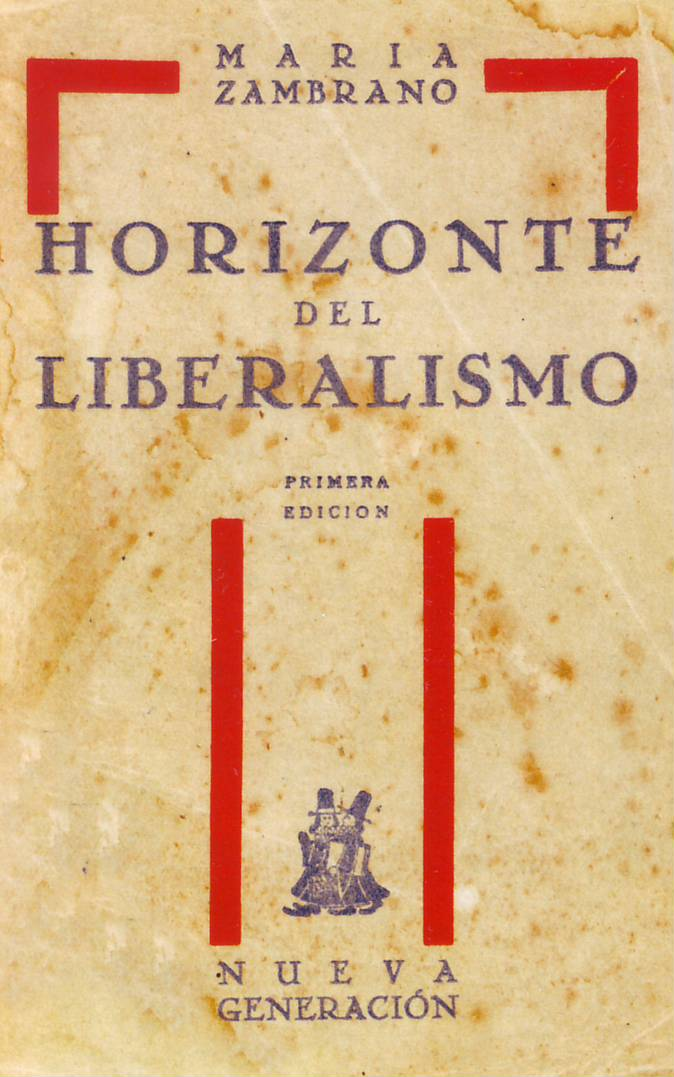
Coberta dHorizonte del Liberalismo, de María Zambrano. Portada original de la primera edició de 1930.

- El pensamiento vivo de Séneca (1941)
- Hacia un saber sobre el alma (1950)
- Delirio y destino (escrit en 1953 i publicat en 1989)
- El hombre y lo divino (1a edició: 1955. 2a, ampliada: 1973)
- Persona y Democracia: Una historia sacrificial (1958, reeditat en 1988)
- España, sueño y verdad (1965)
- Los sueños y el tiempo (reeditat en 1998)
- El sueño creador
- Claros del bosque (1977)
- La tumba de Antígona, (1967) (Mondadori España, 1989)
- De la aurora (1986)
- El reposo de la luz (1986)
- Los bienaventurados (1979)
- Para una historia de la piedad (1989)
- Unamuno (escrit en 1940 i publicaten el 2003)
- Cartas de la Pièce. Correspondencia con Agustín Andreu (escrit en la dècada del 1970 i publicat en 2002)
- La confesión, género literario y método (Luminar: Mèxico, 1943; Mondadori: Madrid 1988 i Siruela: Madrid, 1995).

### Obres completes
A finals de 2011 es va iniciar la publicació de les seves obres completes a càrrec de Galaxia Gutenberg/Círculo de Lectores, recopilant-se els seus llibres publicats, els articles no publicats en llibres i els múltiples inèdits conservats a l'Arxiu de la Fundació María Zambrano a Vélez-Màlaga. En total seran vuit els volums que la integrin:
- Zambrano, María. Obras completas (8 vol.) (en castellà).  Edición Jesús Moreno. Galaxia Gutenberg / Círculo de Lectores, 2011-2019.
- #  Vol. I: Libros (1930-1939), 2015. ISBN 978-84-16252-41-1.
- #  Vol. II: Libros (1940-1950), 2016. ISBN 978-84-16495-49-8.
- #  Vol. III: Libros (1955-1973), 2011. ISBN 978-84-8109-953-9.
- #  Vol. IV: Libros (1977-1990).
- ##  Vol. IV(1), 2018. ISBN 978-84-15472-88-9.
- ##  Vol. IV(2), 2019. ISBN 978-84-17355-26-5.
- #  Vol. V: Artículos e inéditos (1928-1990). (En preparació)
- #  Vol. VI: Escritos autobiográficos (1928-1990), 2014. ISBN 978-84-15863-84-7.
- #  Vol. VII: Artículos e inéditos (1951-1973). (En preparació)
- #  Vol. VIII: Artículos e inéditos (1974-1990). (En preparació)

### Encasellaments
L'obra de María Zambrano, ignorada durant gran part de la seva vida, ha estat reconeguda de manera progressiva i adscrita a diferents grups, tendències i generacions. La pròpia autora desmenteix en la seva obra i en la seva correspondència aquesta política cultural de bans, consignes i encasellaments.
No obstant això, quedi aquí referència dels intents per enquadrar l'obra i persona de Zambrano a la Generació del 98, la Generació del 27 i la Generació del 36, aquesta última en què, com indica Ricardo Gullón, per la seva edat i l'amistat que va tenir amb Miguel Hernández i Luis Cernuda li correspondria teòricament ser reunida.

## Reconeixements

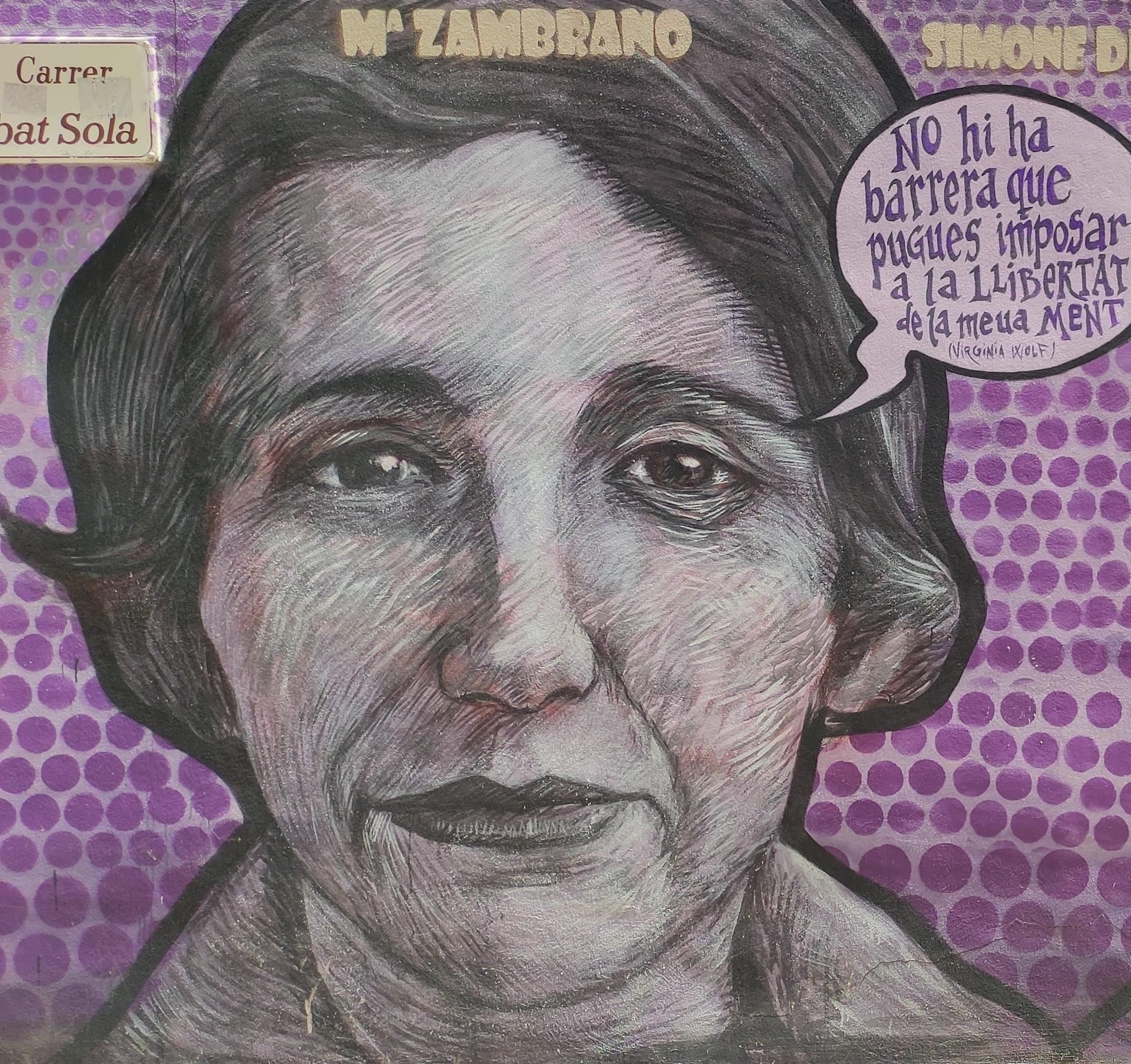
Mural en Gandia

Al juliol de 2018 l'Associació Herstóricas. Historia, Mujeres y Género i el Col·lectiu Autoras de Cómic va crear un projecte de caràcter cultural i educatiu per visibilitzar l'aportació històrica de les dones a la societat i reflexionar sobre la seva absència consistent en un joc de cartes. Una d'aquestes cartes està dedicada a Zambrano.
A la localitat de Vélez-Màlaga hi ha un parc dedicat en honor seu, el parc María Zambrano. Es va inaugurar el 4 de desembre del 2003 i és l'espai verd més gran de la localitat. A més a més en aquesta localitat es troba la Fundació María Zambrano, amb la seva seu al Palau de Beniel.
A la ciutat de Màlaga, porta el seu nom l'Estació de Málaga - María Zambrano. Es va inaugurar el 28 de novembre de 2008. Compte amb 7 andanes i 11 vies, tenint connexions de metro, rodalies i trens d'alta velocitat.
També porta el nom la biblioteca de filologia de la Universitat Complutense de Madrid, espai que es troba a mig camí entre la Facultat d'història i la Facultat de filosofia i filologia (antiga Facultat de Filosofia i Lletres) on ella mateixa va estudiar.
La Societat de Salvament i Seguretat Marítima posseeix un vaixell anomenat María Zambrano (BS-22).

## Algunes dites i sentències
- L'actitud de preguntar suposa l'aparició de la consciència.
- La pregunta, que és el despertar de l'home.
- La paraula de la poesia tremolarà sempre sobre el silenci i només l'òrbita d'un ritme la podrà sostenir.
- Filosòfic és preguntar i poètic la troballa.
- La filosofia és una preparació per a la mort i el filòsof és l'home que està madur per a ella.
- La Terra ho arregla tot, ho distribueix tot. Bé, vull dir aquestes coses, si la deixen. Però no la deixen, no. No la deixen mai ells, els que manen. La deixaran alguna vegada que faci la seva feina en pau?
- Qui té la unitat, ho té tot.